# Flugplatz Schlierstadt-Seligenberg

i7
i11
i13
Der Flugplatz Schlierstadt-Seligenberg ist ein Sonderlandeplatz im Neckar-Odenwald-Kreis. Er wird hauptsächlich für den Fallschirmsprungsport verwendet. Dazu ist eine Pilatus Porter PC-6 auf dem Platz stationiert.